# Richard Tolman

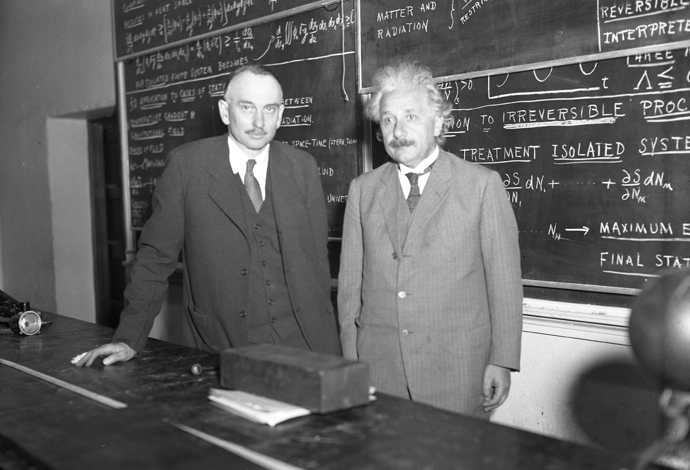
Richard Tolman och Albert Einstein på Caltech 1932

Richard Chace Tolman, född 4 mars 1881, död 5 september 1948, var en amerikansk matematisk fysiker och fysikalisk kemist som framför allt var verksam inom statistisk mekanik. Han gjorde gav också viktig bidrag inom teoretisk kosmologi under åren närmast efter Albert Einsteins upptäckt av allmänna relativitetsteorin. Han var professor i fysikalisk kemi och matematisk fysik vid California Institute of Technology 1922-1948.
Tolman studerade kemiteknik vid Massachusetts Institute of Technology, och tog där en bachelorexamen 1903 samt en Ph.D.-examen 1910, efter att 1903-1904 ha studerat vid Tekniska högskolan i Berlin.
Under andra världskriget var han vetenskaplig rådgivare till Leslie Groves inom Manhattanprojektet.